# فلش‌گت
فلش‌گت (به انگلیسی: FlashGet) یک نرم‌افزار مدیریت دانلود است. این نرم‌افزار پیش‌تر به نام جت‌کار (JetCar) شناخته می‌شد. اکنون این نرم‌افزار به عنوان یک رایگان‌افزار توزیع می‌شود.